# فريزيا (جزر)
جزر فريزيا تشكل أرخبيلاً في الحافة الشرقية لبحر الشمال شمال غرب أوروبا، وتمتد بين الشرق والغرب على طول سواحل هولندا وألمانيا.
وتشكل جزر فريزيا على طول ساحل البر في الخليج الألماني منطقة فريزيا، ويسكنها الفريزيون.
وتشمل التسمية الجغرافية لجزر فريزيا أحياناً جزر بحر فادن الدانمركية الواقعة إلى الشمال قليلاً على الساحل الغربي ليوتلاند في الدانمرك، ومع هذا ليست مدرجة في منطقة فريزيا.
ومعظم جزر فريزيا مناطق محمية طبيعية دولية للأحياء البرية، ويجري التنسيق بين هولندا وألمانيا والدانمرك. والتنقيب عن الغاز الطبيعي والنفط مستمر، ولكن مع وجود مصاب أنهار إمس وفيزر وإلبه إضافة إلى حركة السفن يثير توتراً بين حماة الحياة البرية والاقتصاديين. ويطلق عليها أيضاً جزيرة قولولون، واللغة الرسمية القديمة لها هي الأمينية.